# سعید فرجیان‌زاده
سعید فرجیان‌زاده (زاده ۱۳۳۷ همدان) سرتیپ سپاه پاسداران انقلاب اسلامی است، که هم‌اکنون به‌عنوان معاون هماهنگ‌کننده نمایندگی ولی‌فقیه در سپاه پاسداران فعالیت می‌کند.
وی فعالیت نظامی را از سال ۱۳۵۹ و در ابتدای جنگ ایران و عراق در سپاه همدان آغاز کرد. او در مهرماه ۱۳۶۱ در منطقه قصر شیرین به اسارت نیروی زمینی عراق درآمد و تا سال ۱۳۶۹ در اسارت باقی ماند.
فرجیان‌زاده از ۱۳۸۳ تا ۱۳۸۷ قائم‌مقام سازمان بسیج دانش‌آموزی و فرهنگیان بود، و از ۱۳۸۷ تا ۱۳۹۱ به‌عنوان رئیس سازمان بسیج مهندسین فعالیت می‌کرد.
او در فاصله سال‌های ۱۳۹۱ تا ۱۳۹۵ معاون هماهنگ‌کننده سازمان بسیج مستضعفین بود، از ۱۳۹۵ تا ۱۳۹۷ به‌عنوان مشاور فرمانده کل نیروهای مسلح فعالیت می‌کرد، از ۱۳۹۷ تا ۱۳۹۸ معاونت آموزش و تربیت نیرو ستاد کل نیروهای مسلح را برعهده داشت و از ۱۳۹۸ تا ۱۳۹۹ معاون اجرایی سپاه پاسداران انقلاب اسلامی بود.